# Las dos caras del amor
Las dos caras del amor es una telenovela chilena producida y emitida por Televisión Nacional de Chile durante el segundo semestre de 1988. 
Escrita por Fernando Aragón, con la colaboración de Arnaldo Madrid, con la dirección general de Vicente Sabatini, bajo las órdenes de la productora ejecutiva Sonia Füchs.
Protagonizada por Sonia Viveros, Osvaldo Silva y Silvia Piñeiro. Cuenta con las actuaciones estelares de Luz Jiménez, Lucy Salgado, Sergio Aguirre, Mónica Carrasco, Claudio Reyes, Francisca Castillo, Solange Lackington, Ramón Farías, Cecilia Cucurella, John Knuckey, entre otros. 

## Argumento
Raquel Astaburuaga de Valdivieso (Silvia Piñeiro) es la propietaria de un complejo agrícola, es el hogar de los Neira, donde ella actúa como la auténtica matriarca. Para enriquecer aún más los bienes de su núcleo familiar, ha dispuesto que su hija Elena (Mónica Carrasco) se case con el adinerado ingeniero agrónomo Roberto Neira (Osvaldo Silva), quién dirige una empresa que exporta frutas. La pareja tiene dos hijos, Soledad (Patricia Pardo) y Felipe Neira (Felipe Castro). Y además, habitan dos empleadas, Irma (Lucy Salgado) y Luchita (Luz Jiménez).
El chofer de la casa de los Neira, Javier (Claudio Reyes), quien juega a ser millonario llamándose Daslav, utilizando para ello el lujoso auto de la casa, con cual aparenta poseer una inmensa fortuna. Su conflicto nace cuando conoce a las mellizas Adela (Solange Lackington) y Matilde García (Francisca Castillo) y se enamora de una de ellas, pero lo logró con su pose de conquistador adinerado. La otra hermana tiene la opción de conocerlo como el verdadero joven, un campesino hijo de una cocinera, por quien su patrona tiene una especial estima.
La historia tiene un vuelco cuando Luchita se entera de que es hija del señor Valdivieso.

## Elenco
- Silvia Piñeiro como Raquel Astaburuaga
- Osvaldo Silva como Roberto Neira
- Sonia Viveros como Paulina Ríos
- Claudio Reyes como Javier Merovic / Daslav Merovic
- Francisca Castillo como Matilde García
- Luz Jiménez como Luisa Valdivieso

- Paulina Urrutia como Luisa joven

- Lucy Salgado como Irma Flores
- Sergio Aguirre como Ricardo Valdés
- Mónica Carrasco como Elena Valdivieso
- Ramón Farías como Diego Montes
- Solange Lackington como Adela García
- John Knuckey como Leopoldo Toledo
- Cecilia Cucurella como Ema Valdés
- Pablo Ausensi como Andrés Valdés
- Patricia Pardo como Soledad Neira
- Óscar Hernández como Julián García
- Mónica Sifrind como Elvira Fernández
- Jorge Álvarez como Padre Gregorio
- María Elena Gertner como Leticia
- Maruja Cifuentes como Etelvina
- Pina Brandt como Petronila Flores
- Felipe Castro como Felipe Neira
- Carmen Disa Gutiérrez como Doris
- Nancy Paulsen como Chinche
- Aldo Bernales como Manuel
- Fedora Kliwadenko como Susana
- David Guzmán como Ramón
- Walkiria Martínez como Jimena
- Liliana Poggio como Verónica Matus

## Banda sonora
1. Lorena Tiraferri & Eduardo Valenzuela - Quiero más
2. Roberto Carlos - Aventuras
3. Eddie Sierra & Alejandra Marti - Cuando fuimos dos
4. Yaco Monti - Siempre te recordaré
5. Paulina Magnere - Me cuesta tanto olvidarte
6. Rudy La Scala - Volvamos a vivir
7. Pimpinela - Hay que estar en mi lugar
8. Dúo Dinámico - Después de la tormenta
9. Eydie Gormé - Contigo en la distancia
10. Síndrome - Aún pienso en ti
11. Carlos Mata - Enamorado de ti
12. Yordano - Muñeca de lujo
13. Gloria Estefan - Anything for you
14. Álvaro Scaramelli - Secretos develados
15. Lorena Tiraferri - Más que a nadie
16. Sergio y Estíbaliz - Dame tiempo
17. Nydia Caro - Corazón partido
18. Carlos Javier Beltrán - Si es que tú me recuerdas
19. María Inés Naveillán - Paciencia
20. Ricardo Sepúlveda - Que difícil escribir una canción